# Kareung (Kuala)
Kareung is een bestuurslaag in het regentschap Bireuen van de provincie Atjeh, Indonesië. Kareung telt 674 inwoners (volkstelling 2010).